# Bundesstraße 174
Pour les articles homonymes, voir Route 174.
La Bundesstraße 174 est une Bundesstraße (route) du Land de Saxe.
Avec la Bundesautobahn 72 et la Dálnice 7 en République tchèque, elle forme une route entre Leipzig et Prague.

## Source
- (de) Cet article est partiellement ou en totalité issu de l’article de Wikipédia en allemand intitulé « Bundesstraße 174 » (voir la liste des auteurs).